# Czech IFPI albums chart
Czech IFPI albums chart je službena Češka ljestvica albuma koju jednom tjedno izdaje IFPI. Trenutni broj jedan singl je Bílé Vánoce Lucie Bílé od Bila Lucie. Ljestvica se po prvi puta otvorila u svibnju 2006. godine.

## Vanjske poveznice
- Službena stranica
- Arhiva